# Navele Pământului
Navele Pământului (1994) (titlu original The Ships of Earth) este a treia carte din saga "Întoarcerea acasă" de Orson Scott Card, o prezentare SF a primelor sute de ani din Cartea lui Mormon.
Cartea oferă o justificare interesantă a structurilor sociale ale triburilor de evrei din cartea Genezei, prezentând căderea puternicelor personaje feminine la stadiul de „soții” ale conducătorilor bărbați.

## Intriga
Cartea se concentrează asupra încercărilor pionierilor de a stabili o ordine socială după plecarea din Basilica. Noua societate se află la polul opus față de cea din care au plecat - dominație masculină în locul celei feminine, monogamie și căsătorii pe viață în locul contractelor anuale.
Lupta pentru conducerea grupului se restrânge în cele din urmă la două dintre personaje, Elemak și Nafai, doi dintre fiii lui Volemak. Nafai este acceptat ca și conducător de facțiunea care crede în Sufletul Suprem, în timp ce Elemak se află la conducerea facțiunii care dorește cu disperare să revină la civilizația din Basilica sau din alt oraș. Această luptă pentru putere crește în umbra conducerii oferite de Volemak și prezintă o luptă constantă între cei doi, în care Elemak încearcă să provoace incidente menite să justifice pedepsirea lui Nafai (chiar și cu moartea, dacă se poate). De fiecare dată Nafai este ajutat de Sufletul Suprem în mod direct sau indirect, prin intermediul susținătorilor săi.
Călătoria nu este lipsită nici de alt gen de incidente, cum ar fi distrugerea armelor energetice, aparent accidentală, dar dovedită mai târziu a fi opera lui Vas. Tot Vas este cel care încearcă să se răzbune pe soția sa și pe amantul ei, după ce le dă impresia că i-a iertat pentru că l-au înșelat.
Cei care nu aveau partener sunt nevoiți să se căsătorească între ei, fără a avea posibilitatea de a alege. Dar, deși inițial fac acest pas resemnați, ajung să descopere că relațiile lor devin mult mai profunde și legate decât ale celorlalți, fiind bazate pe o prietenie trainică.
După ani de călătorie, în care apare și noile generație de copiii, coloniștii ajung pe insula pe care se află navele sosite de pe Pământ cu 40 de milioane de ani în urmă. Nafai este singurul dispus să treacă de ultimele bariere care îi împiedică să ajungă la Sufletul Suprem și este răsplătit cu mantia de conducător, care îl protejează în fața unei ultime tentative de asasinat din partea lui Elemak și Mebbekew. Astfel, sub conducerea lui, încep pregătirile pentru călătoria finală spre Pământ.

### Capitolele cărții
| - Prolog - 1 - Legea deșertului - 2 - A lega și a dezlega - 3 - Vânătoarea - 4 - Pomul Vieții - 5 - Chipul Păstrătorului | - 6 - Arme - 7 - Arcul - 8 - Belșug - 9 - Perimetrul - 10 - Comandant de navă |

## Lista personajelor
- Nafai - fiul mai mic al lui Volemak și al Rasei, frate bun cu Issib, este ales de Sufletul Suprem să conducă pionierii spre Pământ, bun vânător
- Luet - vizionară în ape, soția lui Nafai și sora lui Hushidh
- Elemak - fiul cel mic a lui Volemak cu Hosni, frate bun cu Mebbekew, este conducătorul caravanei prin deșerturile planetei Harmony
- Eiadh - nepoata Rasei și soția lui Elemak
- Volemak - cel mai vârstnic membru al caravanei, autoritatea sa este acceptată de întreg grupul de pelerini; este tatăl lui Elemak, Mebbekew, Issib și Nafai
- Rasa - soția lui Volemak, autoritatea ei este la fel de respectată ca și a lui Volemak, este mama lui Sevet, Kokor, Issib și Nafai
- Mebbekew - fiul mai mare al lui Volemak cu Hosni, frate bun cu Elemak a cărui mână dreaptă este, fost actor
- Dol - nepoata Rasei și soția lui Mebbekew
- Zdorab - fost bibliotecar în grija căruia se afla Catalogul Sufletului Suprem, homosexual
- Shedemei - geneticiană de geniu, acceptă să devină soția lui Zdorab
- Issib - fiul mai mic al lui Volemak și al Rasei, frate bun cu Nafai, infirm, se descurcă foarte bine în comunicare cu Catalogul
- Hushidh - oracol, sora lui Luet, acceptă să devină soția lui Issib
- Kokor - fiica mai mică a Rasei cu Gaballufix, soră bună cu Sevet, fostă cântăreață
- Obring - soțul lui Kokor
- Sevet - fiica mai mare a Rasei cu Gaballufix, soră bună cu Kokor care i-a distrus corzile vocale ca răzbunare pentru că s-a încurcat cu Obring
- Vas - soțul lui Sevet, bun căutător de urme, caută să se răzbune pe Sevet și Obring pentru aventura lor
- Chveya - fiica lui Luet și Nafai, primul copil născut pe parcursul călătoriei

## Opinii critice
The New York Times este de părere că „al treilea volum al seriei lui Orson Scott Card duce povestea într-un plan superior, concentrându-se pe o călătorie filozofică”. The Guardian apreciază faptul că „drumul și pelerinii din cartea cunoscutului autor american sunt bine conturați și amplasați într-o poveste care-i ține cu sufletul la gură și pe cititorii cei mai pretențioși”, în timp ce New York Daily News consideră că „al treilea volum al seriei începute cu Amintirea Pământului este chiar mai reușit decât primele două”.